# Victoria-Werke

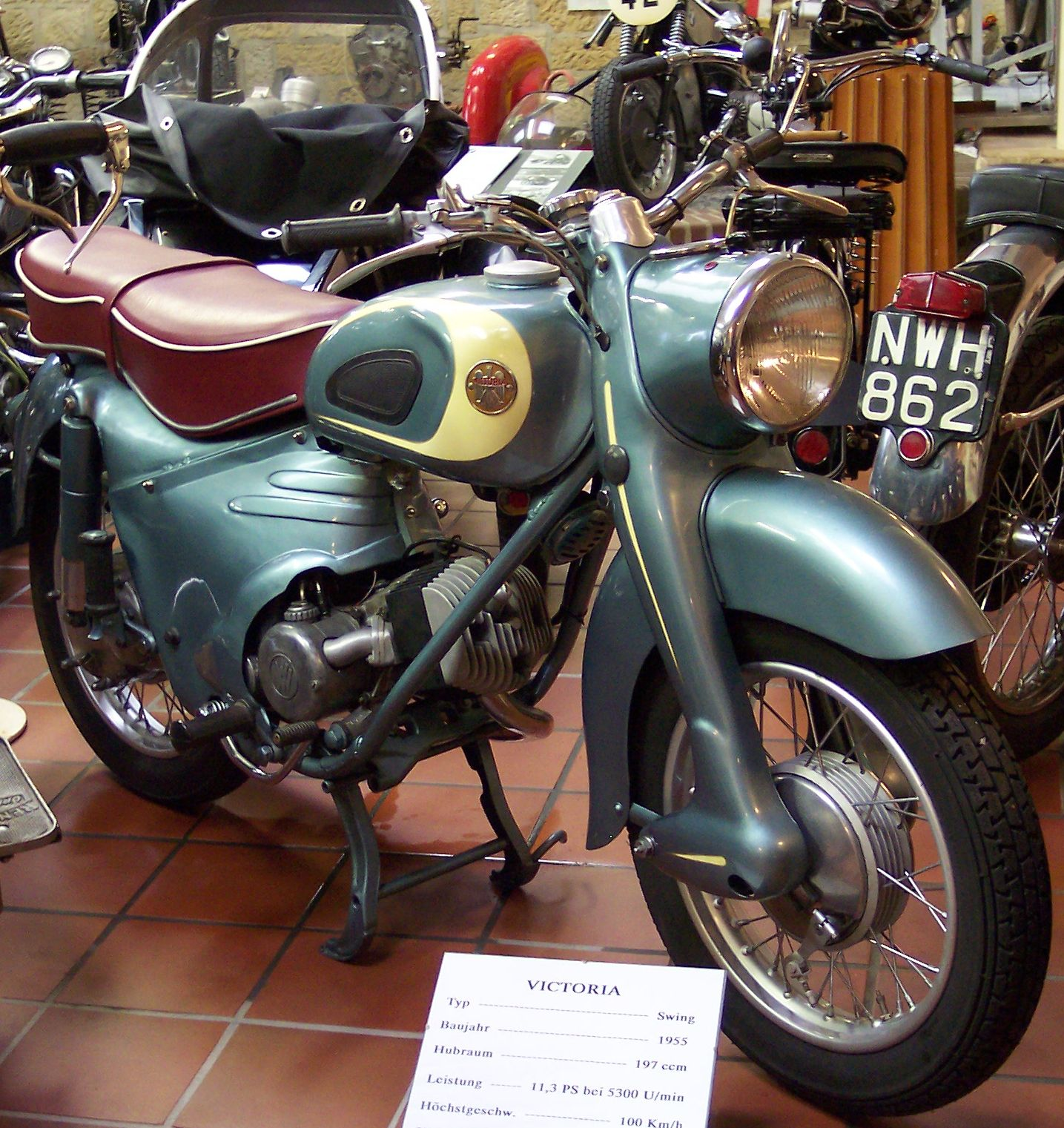
Victoria „Swing“, Baujahr 1955 im Motorradmuseum Ibbenbüren

Victoria wurde 1886 als „Velocipedfabrik Frankenburger & Ottenstein“ gegründet, ging 1958 mit in die Zweirad Union über und endete 1968 mit der Übernahme durch Hercules. Sie zählte zu den Pionieren der Nürnberger Motorradindustrie.

## Unternehmensgründung und erste Fabrikate

Aktie über 100 RM der Victoria-Werke AG vom Februar 1928

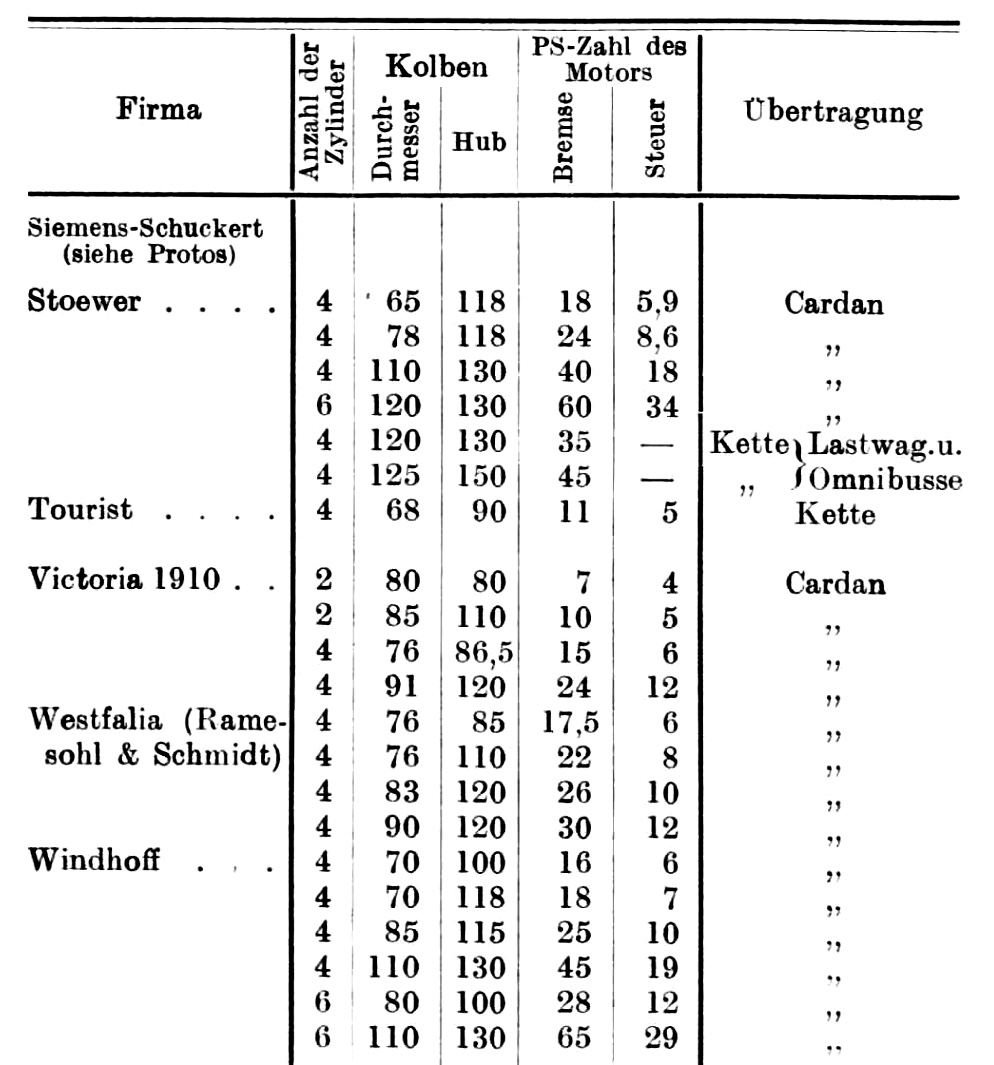
Victoria Motorwagen Motorenprogramm von 1910

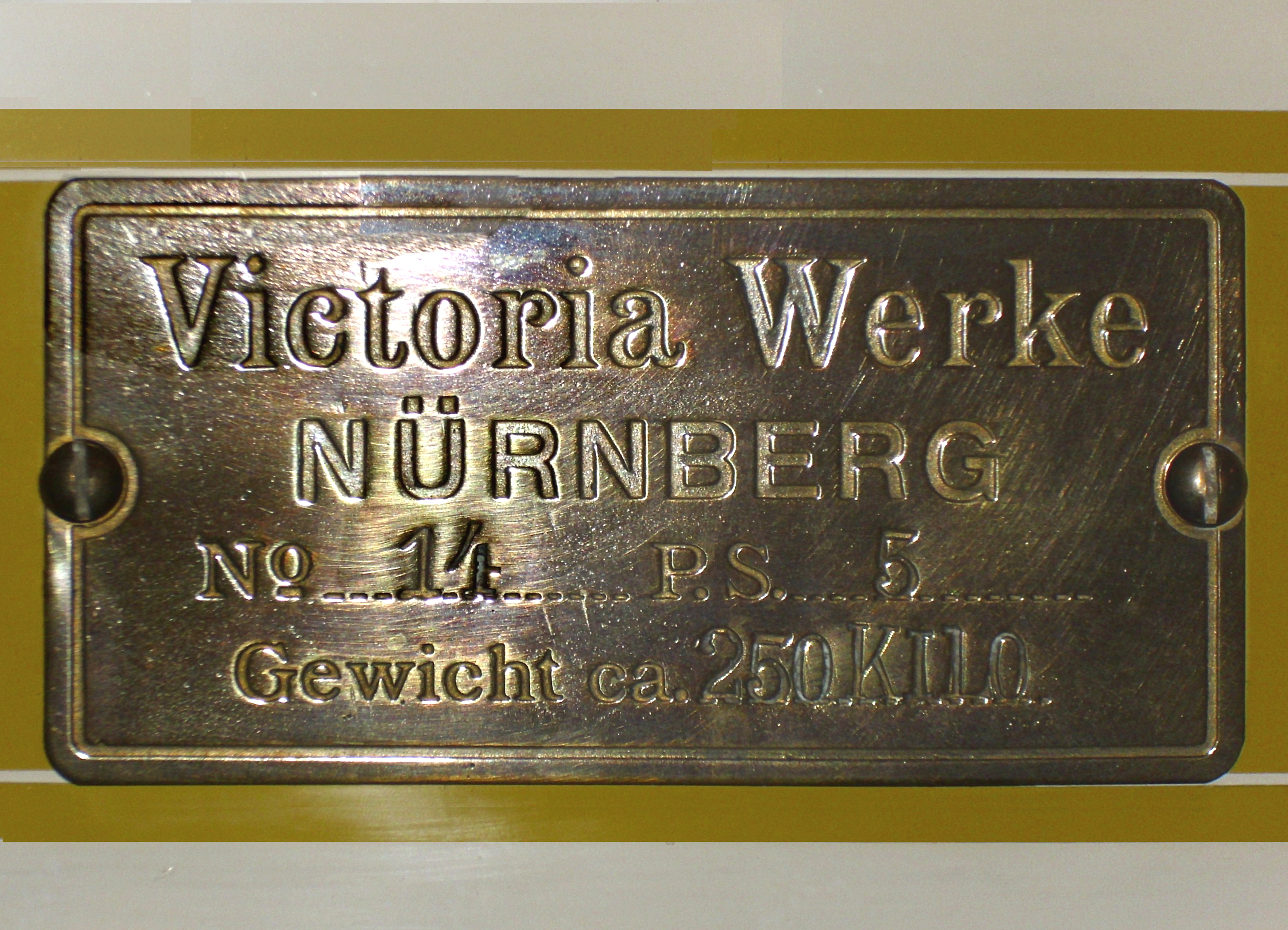
Emblem an einem Victoria Motorwagen von 1902

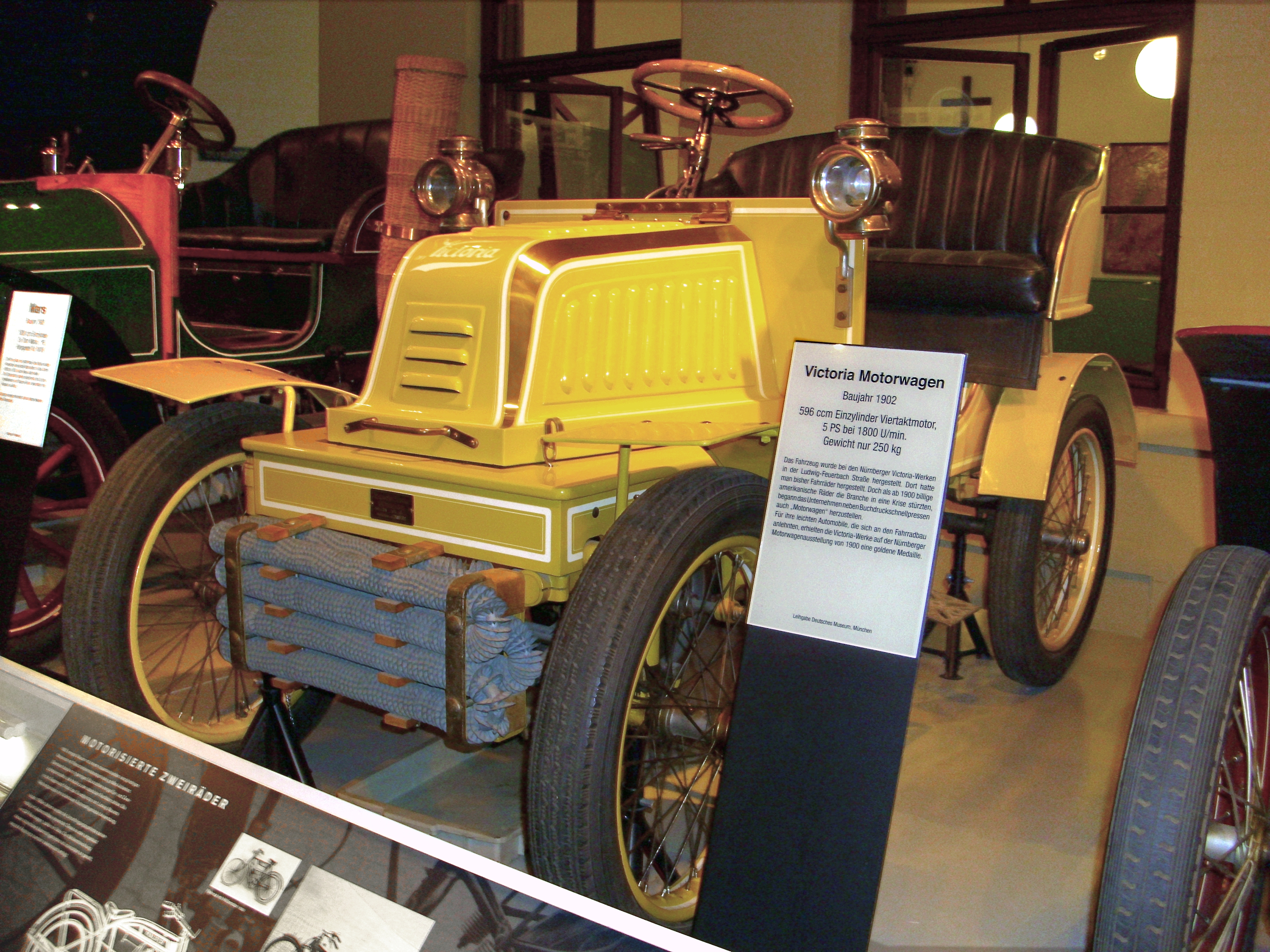
Victoria Motorwagen von 1902

1886 gründeten Max Frankenburger (* 27. August 1860 in Ühlfeld; † 5. Januar 1943 im KZ Theresienstadt) und Max Ottenstein (* 23. Februar 1860 in Gunzenhausen; † 26. Oktober 1947 in Schaan/Liechtenstein) die „Velocipedfabrik Frankenburger & Ottenstein“ im Nürnberger Vorort Gleißhammer. Es wurden zuerst Hochräder und bald danach sogenannte Sicherheitsniederräder produziert. 1888 verließ das tausendste Victoria-Fahrrad die Fertigungshallen, und 1893 hatte das Werk 259 Mitarbeiter. 1895 wurde das Unternehmen in die „Victoria Fahrradwerke AG, vormals Frankenburger & Ottenstein“ umbenannt. Das Aktienkapital betrug 1,25 Millionen Mark und wurde 1897 auf 1,6 Millionen Mark erhöht. Als 1899 der Bau von Motorrädern beginnen sollte, wurde der Name des Werkes in „Victoria Werke AG“ geändert.
1896 gab es die ersten Fahrräder mit Luftreifen, die von Dunlop zugekauft wurden. 1900 war die Entwicklung zum ersten „Victoria-Motorwagen“ abgeschlossen, welcher auf der damaligen Motorwagen-Ausstellung in Nürnberg mit der „Goldenen Medaille“ ausgezeichnet wurde. Die Serienproduktion lief noch nicht an; auf Wunsch wurden einzelne Exemplare für den Verkauf gefertigt. 1901 stellte Victoria die ersten Motorräder her. Diese hatten 1,75 PS, einen Oberflächenvergaser und einen Flachriemen zur Kraftübertragung. Das Öl musste regelmäßig mit einer Handpumpe gefördert werden. Die Gabel war ungefedert, und das Tretlager des Fahrradrahmens wurde beibehalten. Motoren von Fafnir, FN, Cudell, Minerva und Zedel wurden verbaut.
1904/1905 entstanden mit einem vorn angebauten zweispurigen „Beiwagen“ Dreiräder auf der Basis des Motorrads. Außerdem wurden jetzt auch offiziell Automobile produziert. Im Automobilprogramm von 1910 standen zwei Zweizylinder- und zwei Vierzylindermotoren zur Auswahl. Das berühmte „Doctors Cabriolet“, der „kleine Motor-Gepäck-Wagen“; der „Zweisitzer“ sowie die „sechssitzige Limousine“ hatten allerdings nur wenig Erfolg und wurden nur bis 1912 hergestellt. 1906 waren die ersten Zweizylinder-Motorräder mit 2,5 bis 3 PS erhältlich. Wie die ersten Modelle wurden sie mit Pedalen bzw. mit einer Tretkurbel gestartet.

## Die Victoria-Modelle von 1920 bis 1932

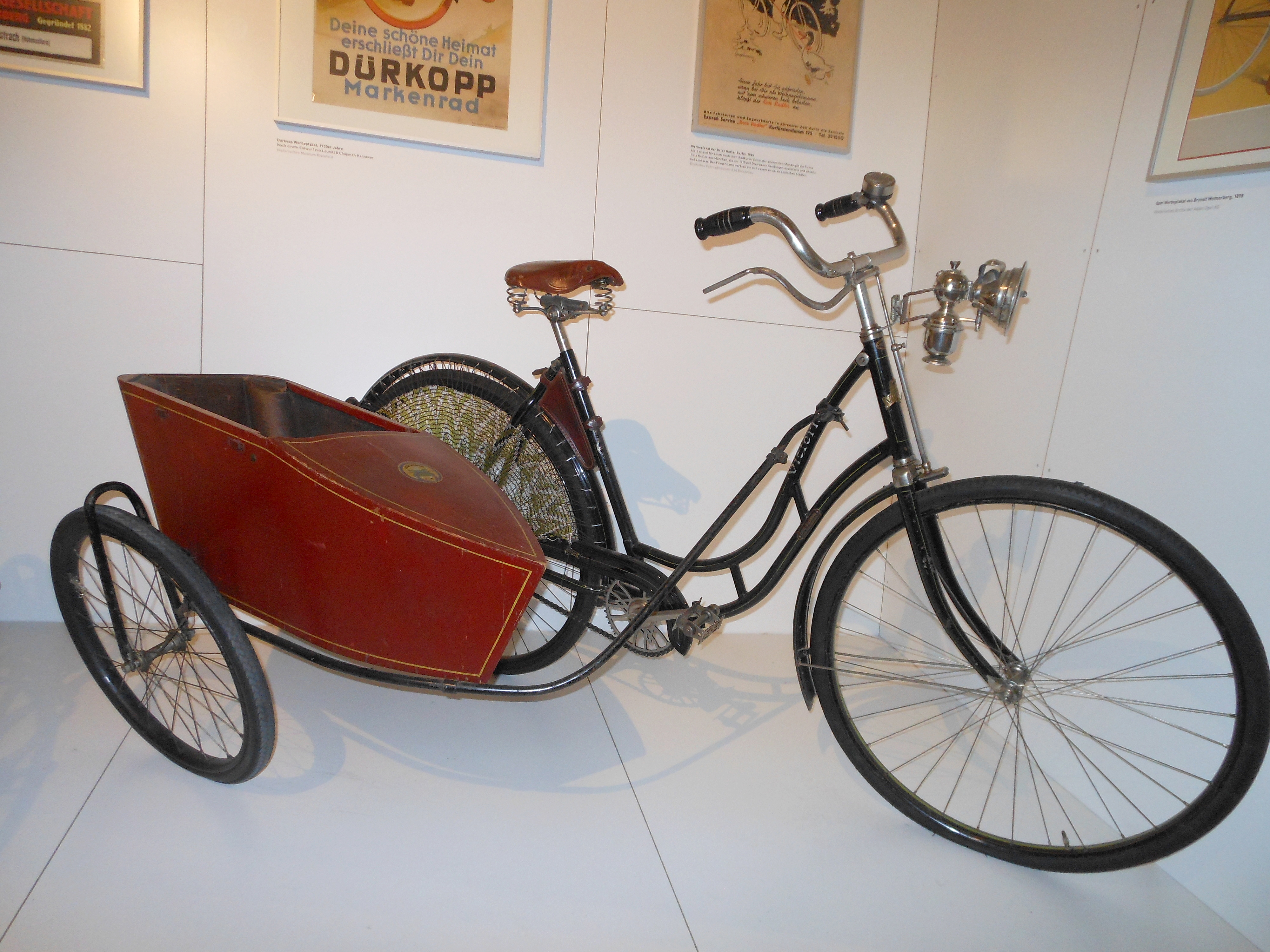
Damenrad mit Kinder-Beiwagen, um 1925

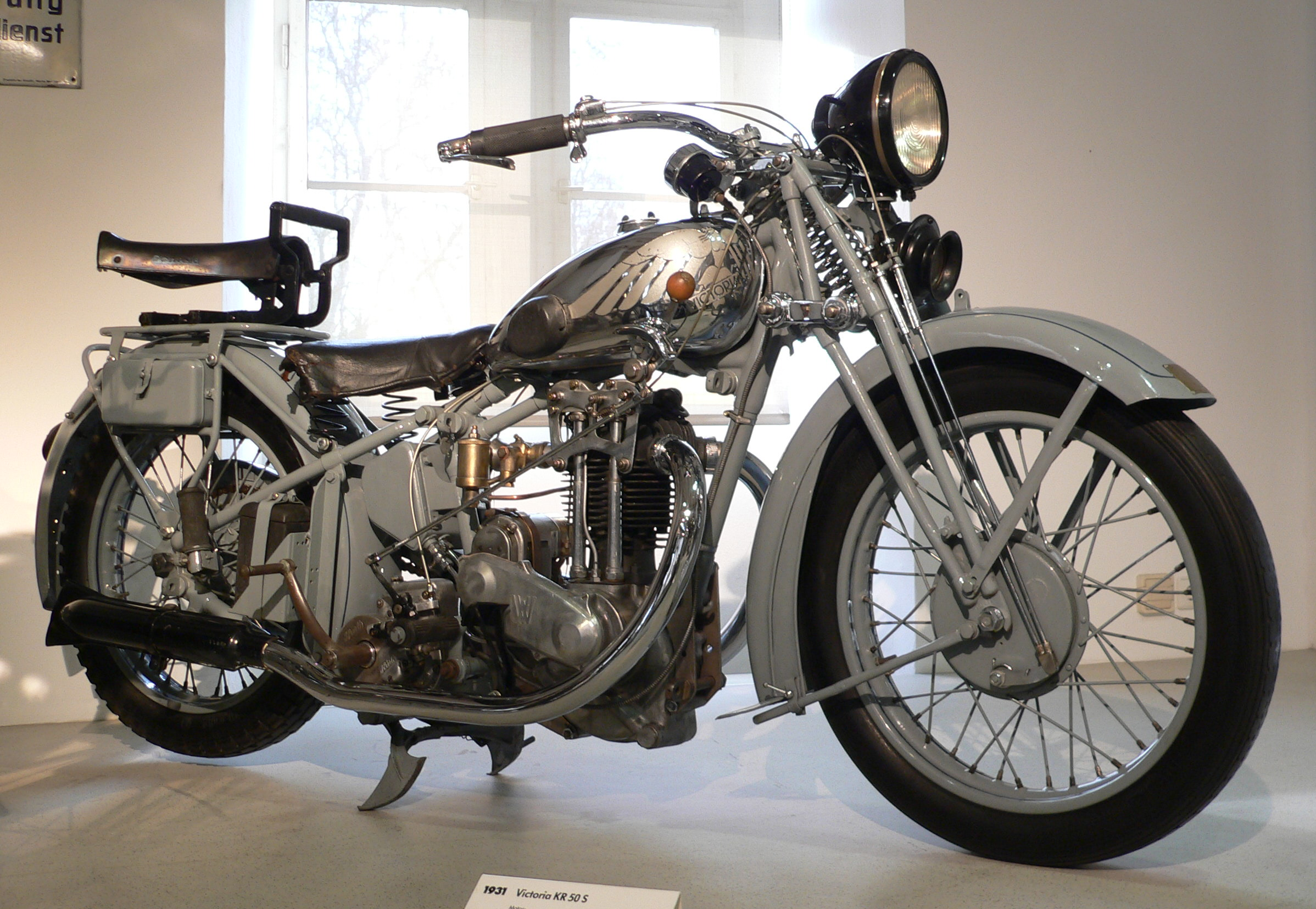
Victoria „KR 50 S“ von 1931 im Zweirad-Museum Neckarsulm

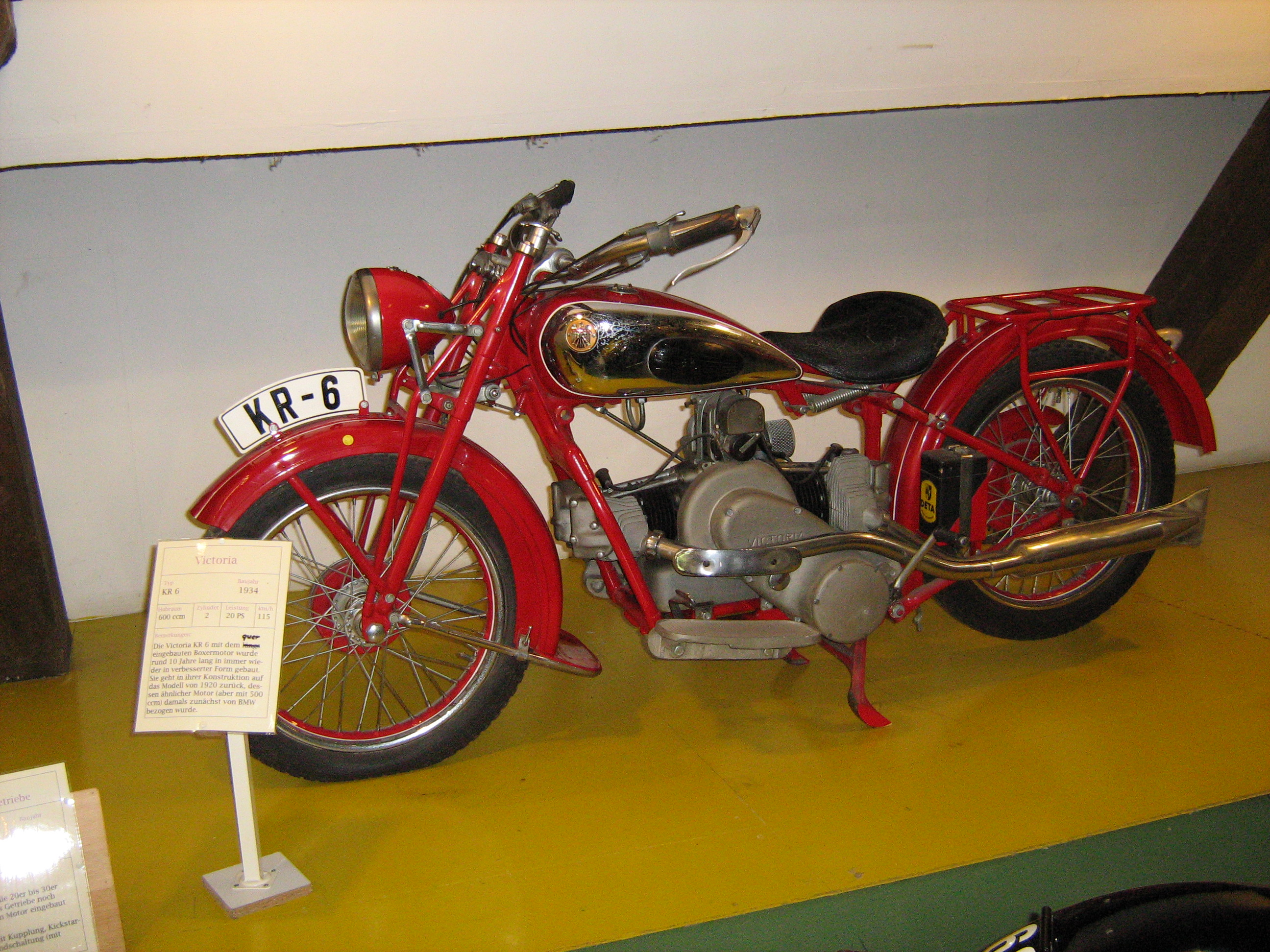
Victoria KR 6 1934

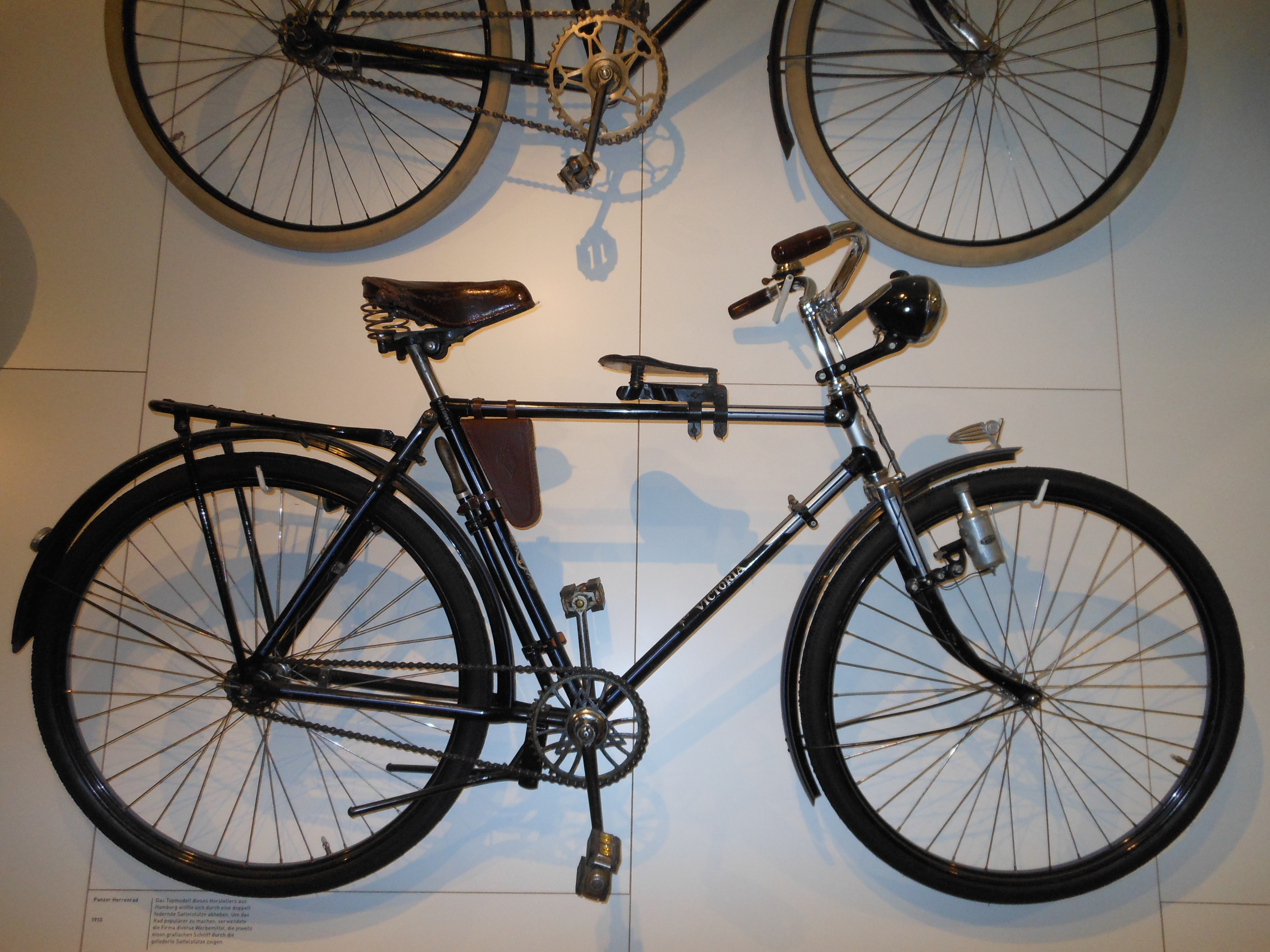
„Jubiläumsrad“ von 1937

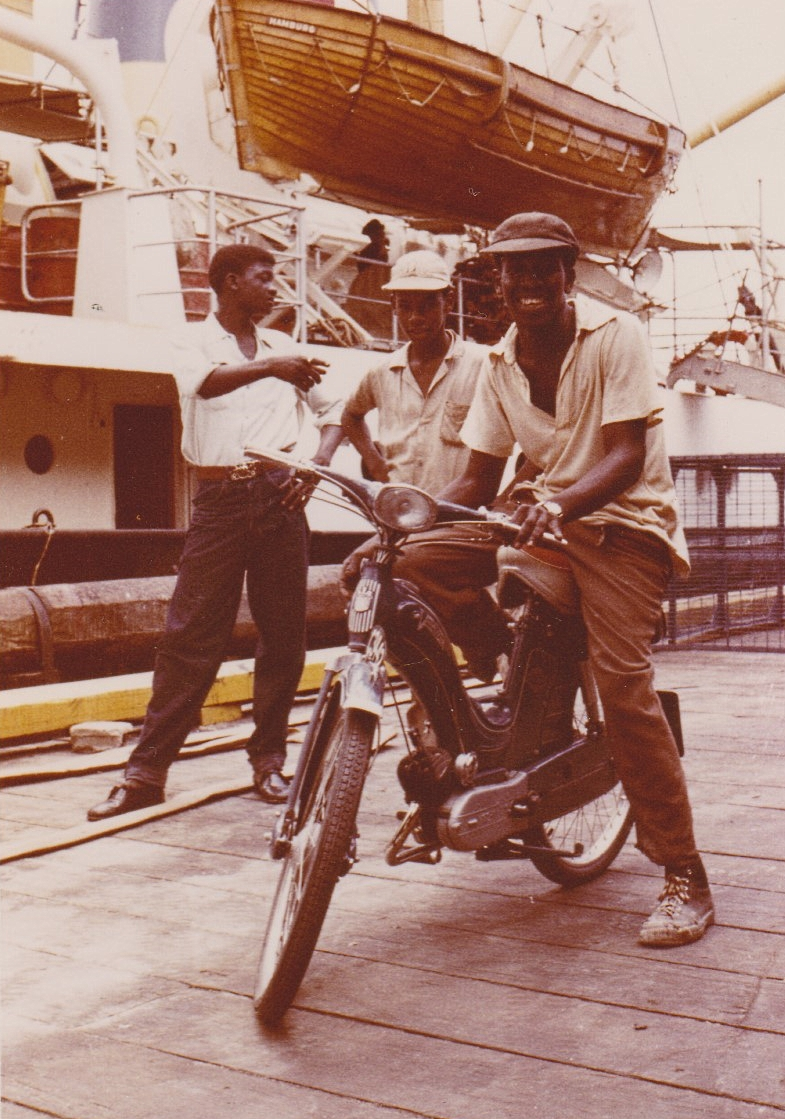
Neues Viktoria Moped Vicky IV – 1958 in Georgetown

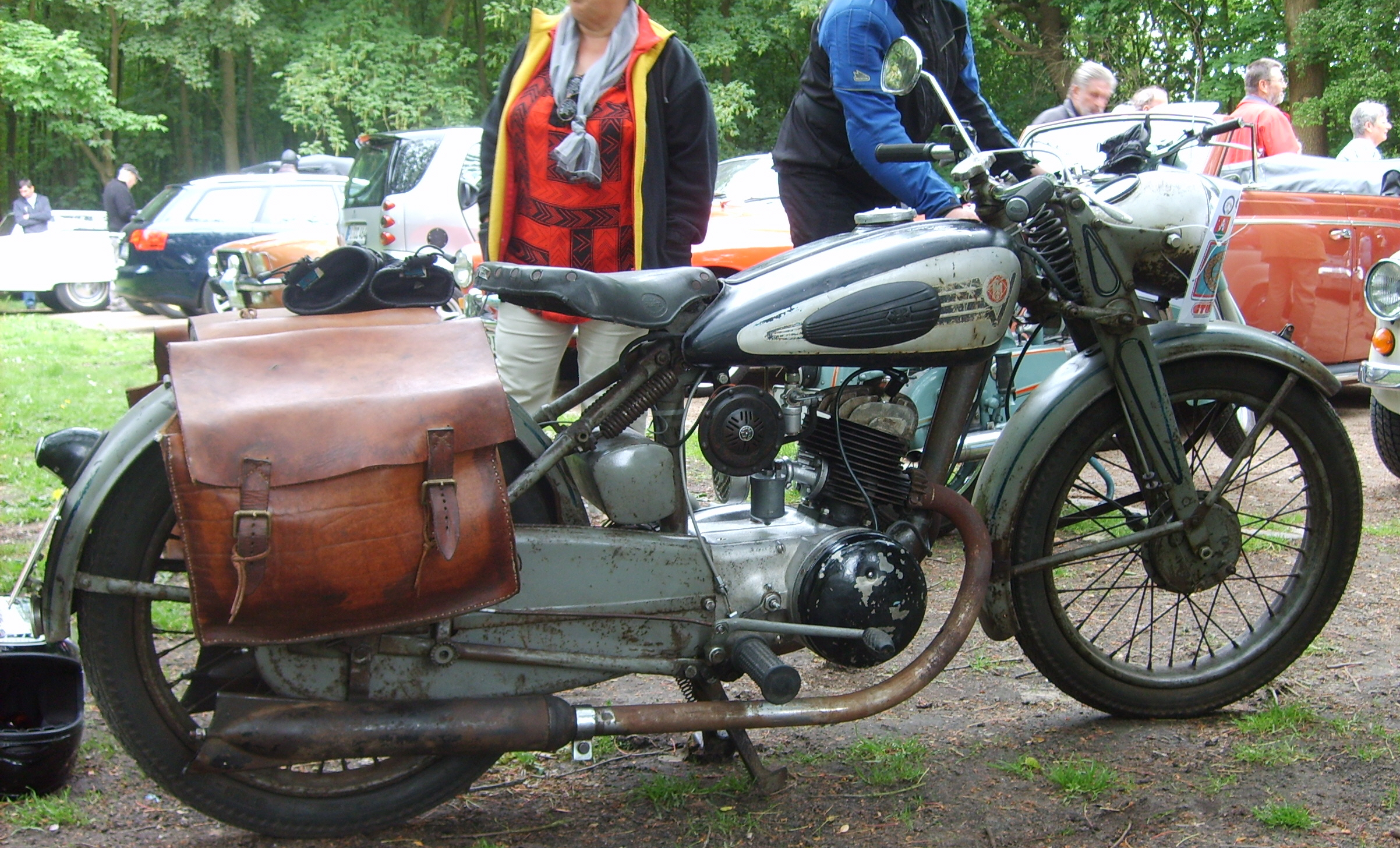
Victoria „KR 25 S“ von 1938

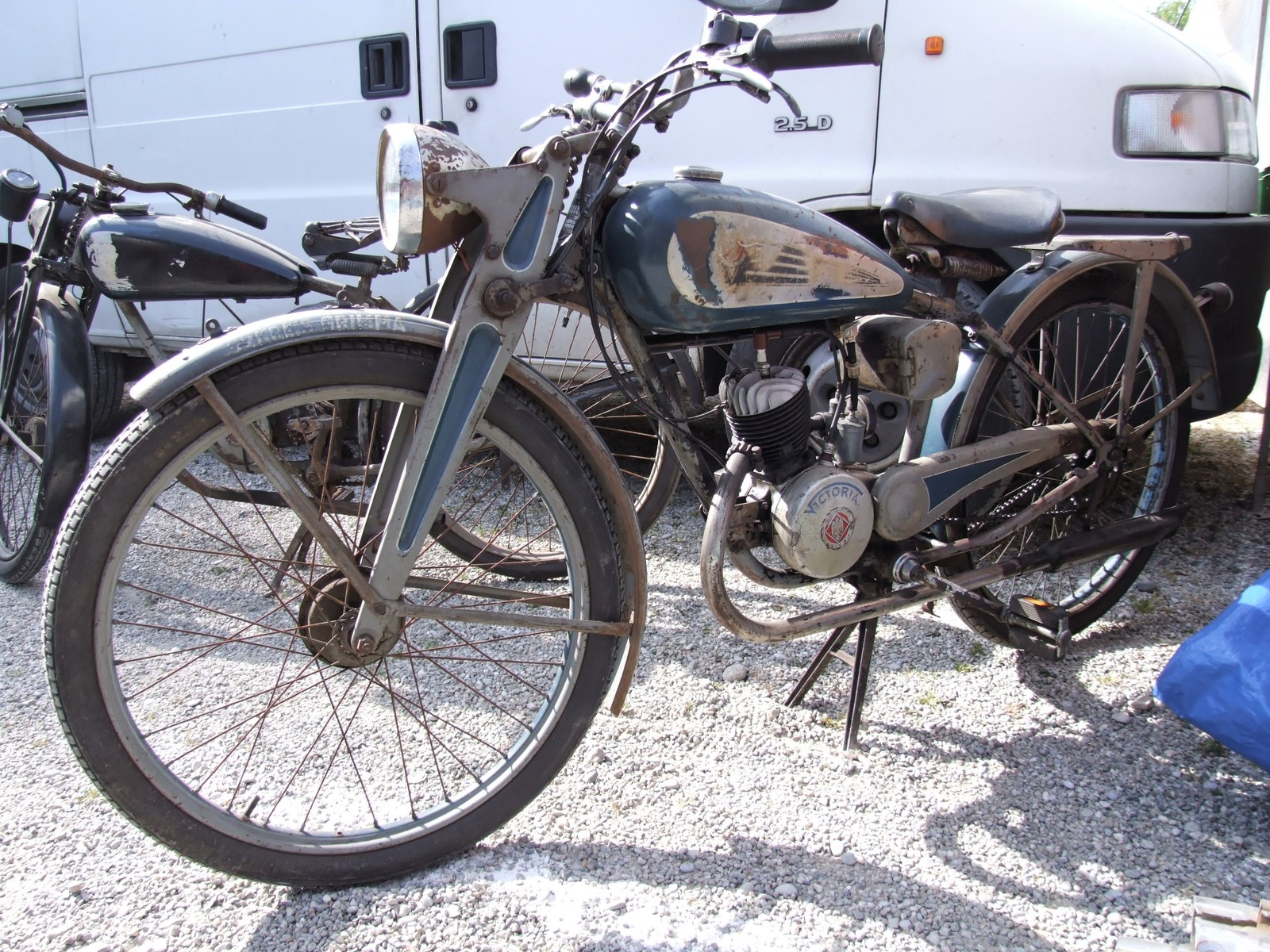
Victoria (1939)

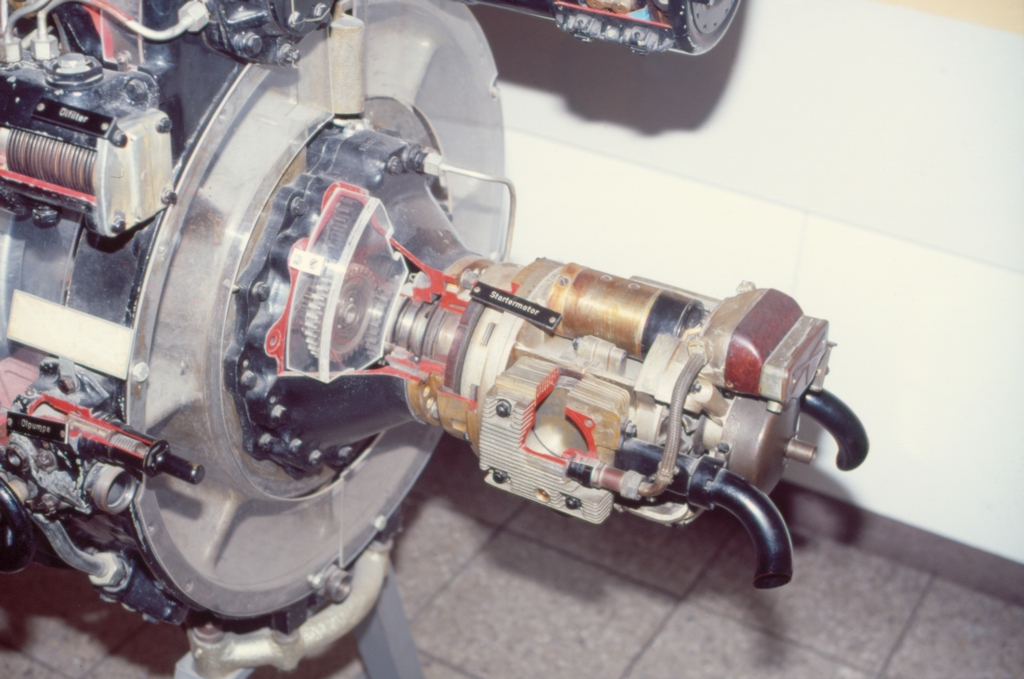
Riedel-Anlasser an einer Strahlturbine BMW 003

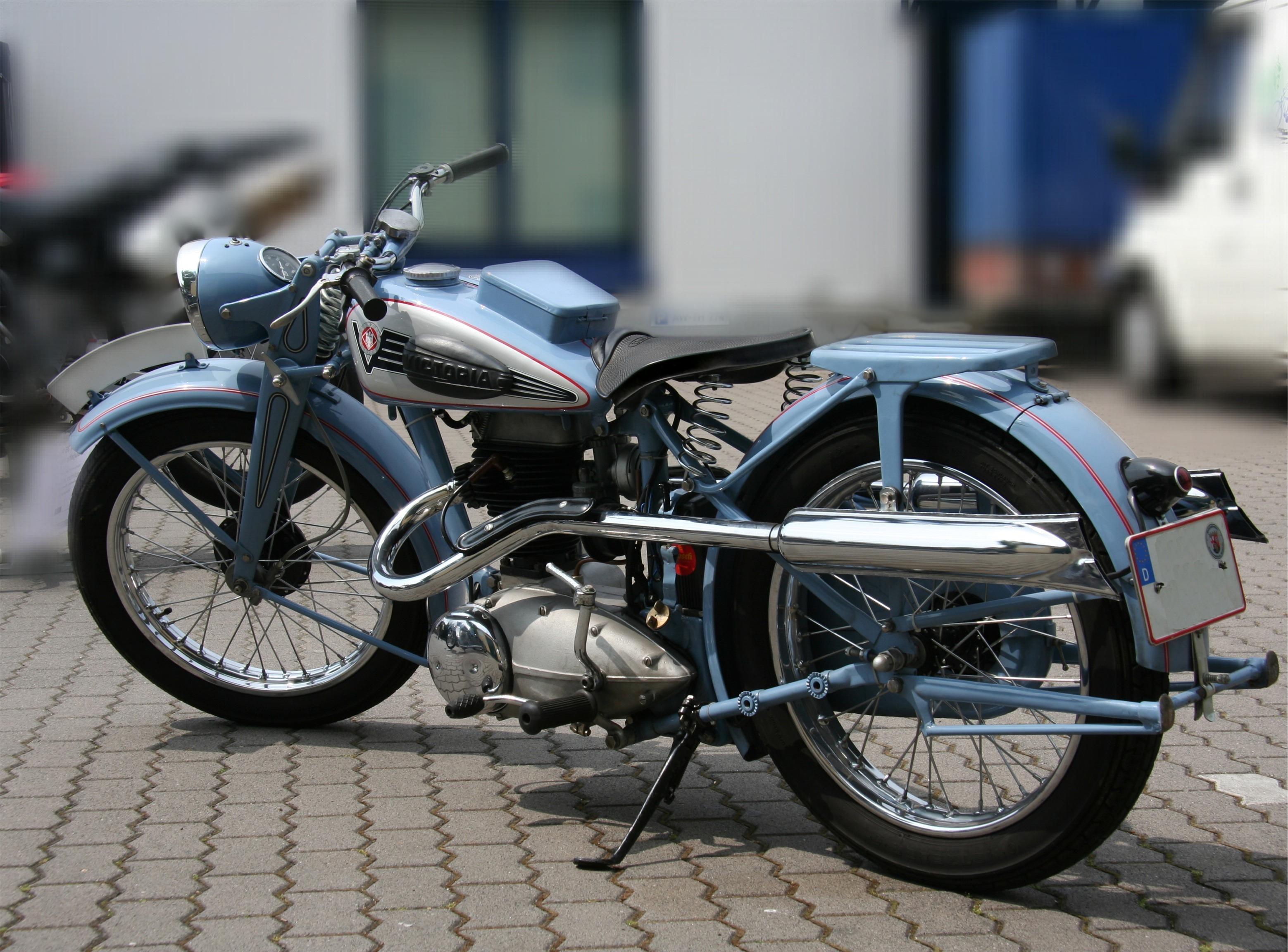
Victoria „Pionier“ von 1942

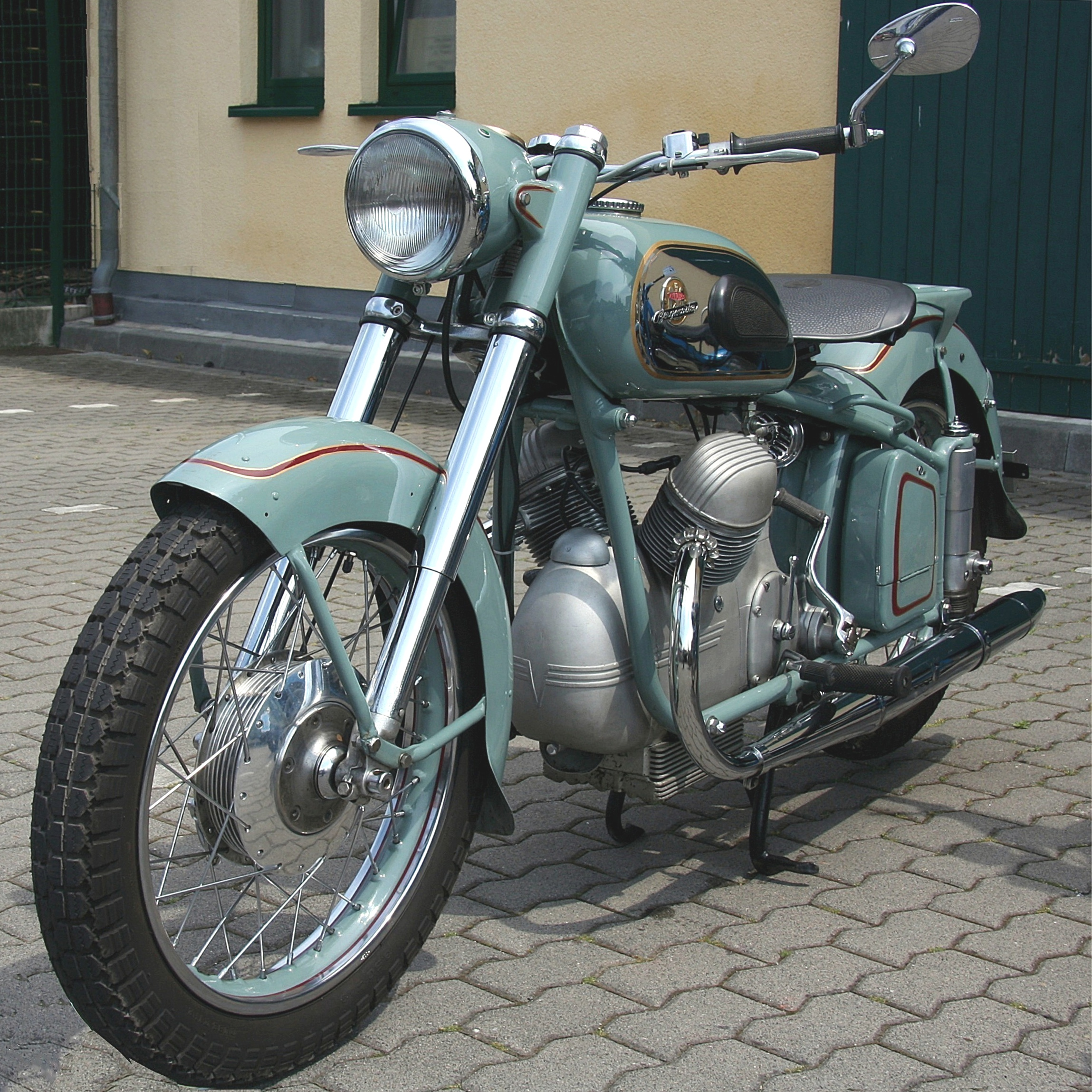
Victoria „Bergmeister“, Baujahr 1954

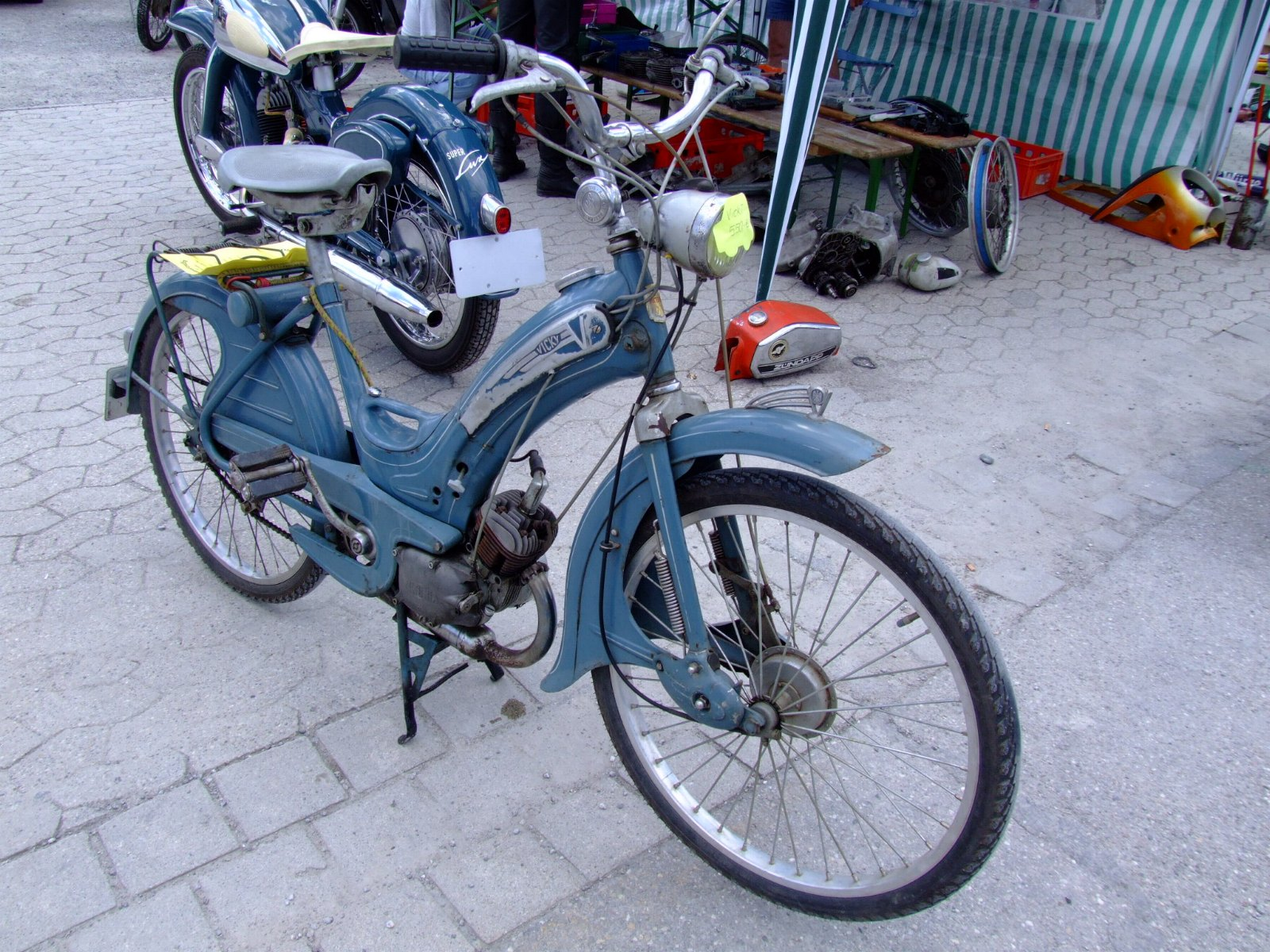
Victoria „Vicky“

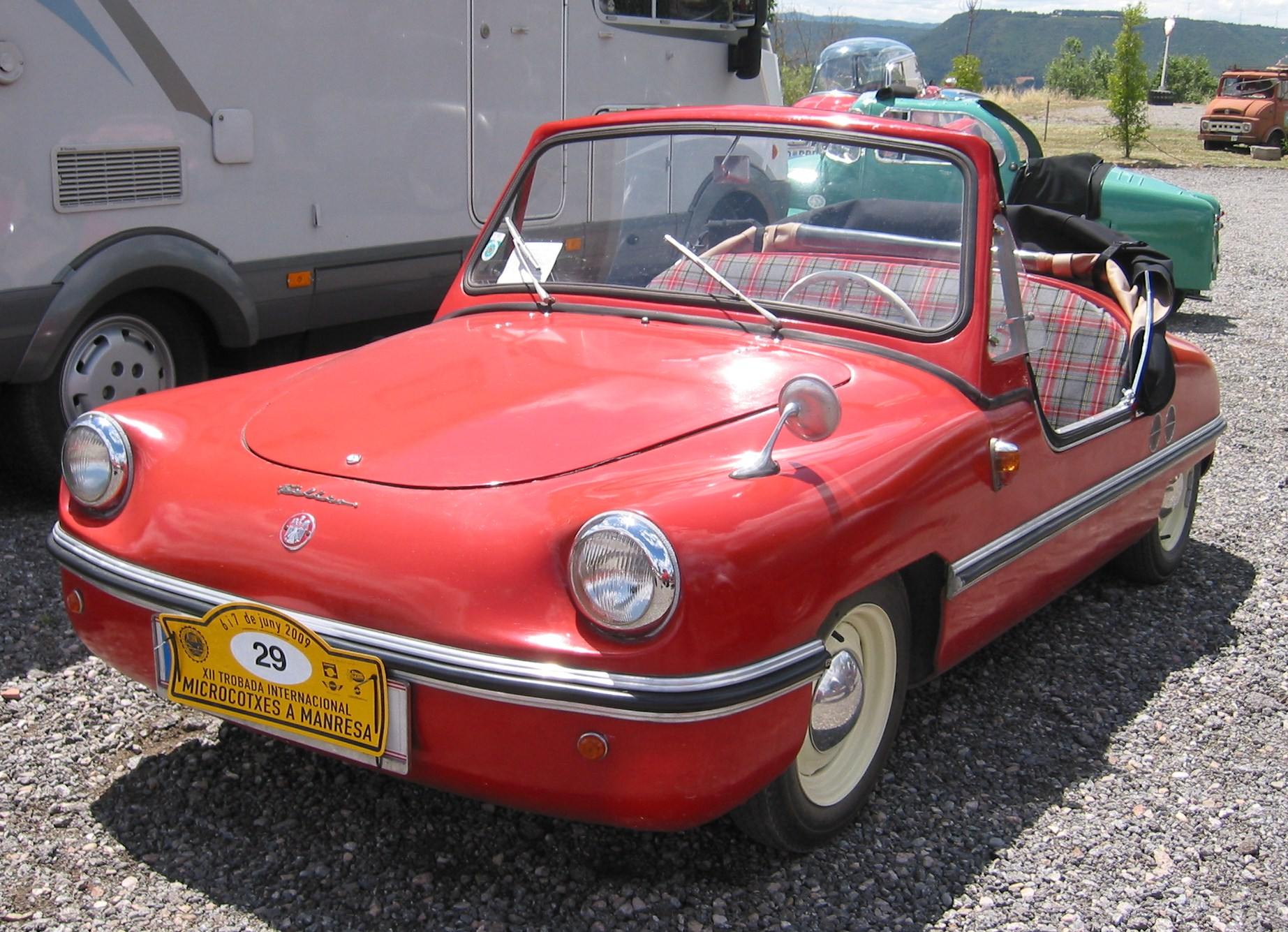
Victoria Spatz 1957

Nach dem Ersten Weltkrieg begann 1920 die Produktion mit dem modernsten Motorrad seiner Zeit, der „KR I“. Sie hatte einen SV-Zweizylinder-Boxermotor (M2 B15) von BMW, 494 cm³, zwei Gänge, 6,5 PS und die erste teleskopähnliche Vorderradgabel. Der Boxermotor war quer eingebaut, das heißt, die Kurbelwelle lag quer zur Fahrtrichtung, die Zylinder lagen längs. Es gab eine Hinterradbremse mit Holzklotz als Bremsbelag.
Nachdem BMW eigene Motorräder (Modell R 32) fertigte, fiel die Zulieferung der Motoren weg. Jetzt kam Martin Stolle als neuer Mitarbeiter zu Victoria. Stolle, der zuvor bei BMW tätig war, entwickelte 1922/23 einen neuen, mit OHV-Steuerung versehenen Zweizylinder-Boxermotor mit 9 PS, der in die „KR II“ ebenfalls quer eingebaut wurde. Dieses Aggregat fertigte anfänglich Wilhelm Sedlbauer in München. Später wurde dieses Werk, aus Mangel an Produktionskapazität, von Victoria aufgekauft und die Produktion nach Nürnberg verlagert. 1924 folgte die „KR III“ mit drei Gängen und 12 PS.
1925 baute Steinlein den ersten deutschen Kompressormotor bei Victoria. 1926 erreichte eine 497-cm³-Kompressor-Victoria eine neue Welthöchstleistung von 165 km/h. 1927 wurden Maschinen mit 596 cm³ – „KR VI“ – gebaut, 1928 hatte man diese Modelle in „KR 6“ umbenannt und davon auch Hochleistungs-Sportmaschinen mit 24 PS und Doppelvergaser (später als „KR 7“) angeboten. Gleichzeitig erschienen die 200-cm³-SV („KR 20“) und 350-cm³-OHV-Modelle („KR 35“), um die Programmpalette nach unten abzurunden. 1930/31 kamen zudem noch 500-cm³-SV („KR 50“) und -OHV-Einbaumotoren („KR 50 S“) von Sturmey-Archer ins Programm.
1932 erschienen die Modelle „KR 15“ und „KR 20 Z“ mit Zweitaktmotoren, keine eigenen Konstruktionen, sondern Einbaumotoren von ILO in Pinneberg. Im gleichen Jahr gewann Victoria mit der „KR 6“ die Europa-Bergmeisterschaft der Gespanne bis 600 cm³ und nannte daraufhin das Modell mit 20-PS-Motor und Vierganggetriebe „KR 6 Bergmeister“.

## Zeit des Nationalsozialismus
Ab 1933 wurde die „KR 8“ mit einem von Martin Stolle entwickelten 497-cm³-SV-Parallel-Twin gebaut. Eine Besonderheit der Motorkonstruktion war der fast waagrecht vor dem Kurbelgehäuse liegende Zylinderblock. Dieser Antrieb ersetzte 1934 in anderen Modellen den Sturmey-Archer-Motor, der infolge eines Einfuhrverbots nicht mehr verfügbar war.
Nach der Machtergreifung der Nationalsozialisten 1933 wurde Reinhold von Lüdinghausen 1934 Vorsitzender des Aufsichtsrates. In dieser Funktion drängte er den jüdischen Direktor und Mitglied des Vorstandes Franz Ottenstein, Sohn des Firmengründers Max Ottenstein, aus seinen Ämtern. Reinhold von Lüdinghausen war neben Karl Rasche und Walter Pohle einer der Hauptakteure der „Arisierungen“ ab März 1939 im Sudetenland in der Zeit des Nationalsozialismus.
1935 erhielt die „KR 9 Fahrmeister“ eine weiterentwickelte Version dieses Motors mit der seltenen EOI-Ventilsteuerung („Exhaust Over Inlet“). Aus demselben Jahr sind die „KR 35 B“ und „KR 35 G“ mit Lackler-Patent-Zylinderköpfen, die 1937 von der „KR 35 Sport“ mit Columbus-OHV-Motor abgelöst wurden. Neue Zweitaktmotoren von Richard und Xaver Küchen mit Flachkolben-Steilstrom-Spülung waren für die Modelle „KR 20 LN Lux“ und „KR 25 S Aero“ bestimmt. Ab 1938 waren die Viertaktmodelle „KR 35 SN“ (18 PS) und „KR 35 SS“ (20 PS) mit Columbus-Motoren im Programm. Parallel dazu gab es die von Albert Roder entwickelten Zweitaktmodelle „V  99 N Fix“, „KR 12 N“ und „KR 15 N“.
Mit dem Ausbruch des Zweiten Weltkriegs 1939 endete fast die gesamte Zweiradproduktion; lediglich die „KR 35 Pionier“ wurde weiterhin hergestellt. Der „Riedel-Anlasser“, ein von Norbert Riedel konstruierter 2-Zylinder-Zweitakt-Boxermotor mit extrem kurzem Hub als Anlasser für die Strahltriebwerke Junkers Jumo 004 und BMW 003 wurde während des Krieges bei Victoria produziert. Die Luftangriffe auf Nürnberg zerstörten das Werk weitestgehend, sodass 1945 nur noch ein geringer Teil der Produktionseinrichtungen vorhanden war. 
Die Victoria-Werke waren Mitglied im „Industrie-Verein“ des Deutschen Radfahrer-Bundes (DRB). Mitglieder des Vereins waren Unternehmen aus der Fahrradindustrie und Hersteller von Fahrradkomponenten, die als Sponsoren des Berufsradsports in Deutschland tätig waren. 

## Nach der Befreiung vom Nationalsozialismus
Die Nachkriegsproduktion begann – nach überbrückender Produktion von Gebrauchsgütern wie Küchenmaschinen, Milchkannen und Tabakschneidern – Ende 1946 mit einem Fahrradhilfsmotor, dem „FM 38“ mit Flachkolben und Einlaßdrehschieber, der bei einem Hubraum von 38 cm³ etwa 1 PS Nennleistung hatte; der FM 38 war die Grundlage der Victoria-Rekordmaschine. Konstruiert hatte diesen Motor Albert Roder noch im Kriege, Roder wechselte kurze Zeit später zu NSU. 1949 wurde das Vorkriegsmodell „KR 25 Aero“ wieder ins Programm aufgenommen und 1950 kam auch die „V 99“ als „V 99 BL Fix“ wieder auf den Markt. Die „KR 25 Aero“ wurde jetzt mit Telegabel ausgeliefert. Zwischenzeitlich wurden die Modelle „Vicky I“ und „Vicky II“ mit den FM-38-Motoren gebaut. Zum Jahreswechsel hatten die Victoria-Werke eine Belegschaft von 1300 Mann und einen verdoppelten Umsatz im Vergleich zum Vorkriegsstand: über 40.000 Einbaumotoren, ca. 14.000 KR 25 Aero, viele 100-cm³-Motorfahrräder, Fahrräder und Freilaufnaben mit einem beträchtlichen Exportanteil.
1951 fuhr Georg Dotterweich mit einem „FM-38“-Motor auf der Autobahn München–Ingolstadt einen neuen Weltrekord von 79 km/h. Die „KR 25 Aero“ war jetzt zusätzlich mit „Jurisch-Geradeweghinterradfederung“ zu bestellen, und das aus ihr weiterentwickelte Modell „KR 25 HM Aero“ mit dem Hochleistungsmotor kam neu dazu. Zudem begann die Produktion hoch entwickelter Nähmaschinen.
1953 erweiterte das Unternehmen seine Produktpalette um die (ebenfalls aus der „KR 25“ weiterentwickelten) „KR 26 Aero“ und die „V  35 Bergmeister“, die von den Gebrüdern Xaver und Richard Küchen gänzlich neu entwickelt wurde. Sie hatte einen V-Zweizylinder-OHV-Motor, 350 cm³, 21 PS, ein Kettengetriebe und Kardanantrieb. 1954 gewann Rudi Ebert mit einer „V 35 Bergmeister“ bei der 2500-km-Langstreckenfahrt Lüttich–Mailand–Lüttich die 500-cm³-Gespannklasse.
1955 kam der von Norbert Riedel konstruierte 200-cm³-10-PS-Zweitakt-Roller „Peggy“ mit 16-Zoll-Rädern und einer Höchstgeschwindigkeit von 85 km/h auf den Markt. Er hatte ein 4-Gang-Ziehkeilgetriebe  mit einer neuartigen elektromagnetischen Drucktastenschaltung, Triebsatz-Hinterradschwinge, 12-V-Elektrostarter und elektrische Anzeige für die Tankreserve; der Dynastarter mit Reibrollenantrieb war oben auf den Motor gesetzt, er lief als Lichtmaschine ständig mit und seine beiden Gebläseräder dienten der Kühlung. Ungewöhnlich war auch die Innenbandbremse und die Schwinghebelgabel; die Blechverkleidung verbarg Schubstangen, die beide Schwinghebel mit einer zentralen Feder vor dem Lenkkopf verbanden.
Das technisch ähnliche Motorradmodell „KR 21 Swing“ war durch diese hochwertigen Technologien ebenso teuer in der Herstellung. Es war seitenwagentauglich, hatte eine 6-V-Anlage ohne Dynastart-Anlasser, somit auch nur Fahrtwindkühlung, der 11,3-PS-Motor ermöglichte 100 km/h.
1957 wurde mit dem italienischen 175-cm³-OHV-Motor von Parilla unter der Bezeichnung „KR 17 Parilla“ das letzte Victoria-Motorrad gebaut. Das Fahrwerk mit nadelgelagerten Schwingen vorn und hinten („Vollschwingenfahrwerk“) dieses Modells hatte Ernst Wüstenhagen konstruiert. In der kurzen Bauzeit von 1957 bis 1958 entstanden nur knapp 400 Stück, wahlweise mit einer Motorleistung von 10,4 oder 14,2 PS.

## Spatz
Bereits 1956 brachte die von den Victoria Zweirad Werken und der Maschinenfabrik Friedrich gegründete Bayerische Autowerke GmbH in Traunreut den Kleinstwagen „Spatz 200“, einen Roadster mit Kunststoffkarosserie, auf den Markt, um der Krise in der Zweiradbranche entgegenzuwirken. Den Vertrieb übernahm das Victoria-Händlernetz. Zunächst hatte der Spatz einen 4-Gang-191-cm³-F&S-Motor, dann einen gebläsegekühlten 250-cm³-VICTORIA-Zweitaktmotor mit einer Peggy- und Swing-ähnlichen elektromagnetischen Fünfgangschaltung. Diese stärkere Version trug den Namen „Victoria 250“ und wurde in Nürnberg gebaut. Trotz ansprechender Form fand das kleine Auto nur wenig Käufer, sodass die Produktion im Februar 1958 eingestellt wurde. 1588 „Spatz 200“ bzw. „Victoria 250“ wurden hergestellt.

## Das Ende der Victoria-Werke
1958 gingen in ganz Deutschland die Verkaufszahlen dramatisch zurück, was auch bei Victoria nicht durch die Moped-Modelle ausgeglichen werden konnte. Deshalb fusionierten Victoria, die Express-Werke (Neumarkt) und die DKW-Zweiradfertigung der Auto-Union GmbH (Ingolstadt) zur Zweirad Union AG. Victoria brachte seine „Vicky“-Moped-Linie, Express seine „Radexi“ und DKW seinen guten Namen, sowie die DKW Hummel, in das neue Unternehmen ein. Da aber fortan keine „Motorrad-Leute“ mehr der Unternehmensleitung angehörten, sondern einfach nur das produziert wurde, was sich besser verkaufen ließ, war Victoria seither kein klassischer Motorradhersteller mehr.
1966 wurde die Zweirad Union formell von der Nürnberger Hercules Werke GmbH übernommen, womit der Name „Victoria“ endgültig aus den Preislisten der Motorradhändler verschwand.
Zum 1. Januar 2025 waren in Deutschland noch 1178 Victoria-Krafträder zum Straßenverkehr zugelassen.

## Wiederbelebung der Marke Victoria
Die Rechte am Namen „Victoria“ besaß Hercules, musste sie jedoch abtreten, weil sie länger als fünf Jahre nicht genutzt wurden. Daraufhin sicherte sich 1995 die Hermann Hartje KG in Hoya an der Weser die Markenrechte und stellt Fahrräder und Elektrofahrräder mit Radnabenmotoren von Panterra, Tranz-X, Panasonic und Bosch her. Gefertigt werden die Modelle zum Teil im Stammhaus in Hoya wie auch bei anderen Fahrradherstellern.

## Technische Daten der KR-Modelle
|                    | Techn. Daten Victoria KR I bis KR VII                         | Techn. Daten Victoria KR I bis KR VII                         | Techn. Daten Victoria KR I bis KR VII                         | Techn. Daten Victoria KR I bis KR VII                         | Techn. Daten Victoria KR I bis KR VII                         | Techn. Daten Victoria KR I bis KR VII                         | Techn. Daten Victoria KR I bis KR VII |
| ------------------ | ------------------------------------------------------------- | ------------------------------------------------------------- | ------------------------------------------------------------- | ------------------------------------------------------------- | ------------------------------------------------------------- | ------------------------------------------------------------- | ------------------------------------- |
| Modell             | KR I                                                          | KR II                                                         | KR III                                                        | KR VI                                                         | KR VII                                                        |                                                               |                                       |
| Typ                | Zweizylinder-Boxer (SV)                                       | Zweizylinder-Boxer (OHV)                                      | Zweizylinder-Boxer (OHV)                                      | Zweizylinder-Boxer (OHV)                                      | Zweizylinder-Boxer (OHV)                                      | Zweizylinder-Boxer (OHV)                                      |                                       |
| Bohrung × Hub (mm) | 68 × 68                                                       | 70,5 × 64                                                     | 70,5 × 64                                                     | 77 × 64                                                       | 77 × 64                                                       |                                                               |                                       |
| Hubraum (cm³)      | 494                                                           | 499,4                                                         | 499,4                                                         | 596                                                           | 596                                                           |                                                               |                                       |
| PS bei 1/min       | 6,5 bei 3000                                                  | 9 bei 3000                                                    | 12 bei 3000                                                   | 18 bei 4000                                                   | 24 bei 4500                                                   |                                                               |                                       |
| Vergaser           | BMW                                                           | Victoria                                                      | Victoria                                                      | AMAC/ab 1931 Graetzin                                         | AMAC und Amal                                                 |                                                               |                                       |
| Antrieb            | Zweigang handgeschaltet, Riemenantrieb                        | Zweigang handgeschaltet, Riemenantrieb                        | Dreigang, handgeschaltet, Kettenantrieb                       | Dreigang, handgeschaltet, Kettenantrieb                       | Dreigang, handgeschaltet, Kettenantrieb                       |                                                               |                                       |
| Rahmen             | Gelöteter Doppelschleifen-Rohrrahmen mit geteilten Unterzügen | Gelöteter Doppelschleifen-Rohrrahmen mit geteilten Unterzügen | Gelöteter Doppelschleifen-Rohrrahmen mit geteilten Unterzügen | Gelöteter Doppelschleifen-Rohrrahmen mit geteilten Unterzügen | Gelöteter Doppelschleifen-Rohrrahmen mit geteilten Unterzügen | Gelöteter Doppelschleifen-Rohrrahmen mit geteilten Unterzügen |                                       |
| Vorderradführung   | Kurzschwinge                                                  | schraubgefederte Pendelgabel                                  | schraubgefederte Pendelgabel                                  | patentierte Federgabel                                        | patentierte Federgabel                                        |                                                               |                                       |
| Bremsen            | Keilklotz in Riemenscheibe                                    | Keilklotz in Riemenscheibe                                    | Keilklotz in Riemenscheibe                                    | Trommel hinten                                                | Trommel vorn und hinten                                       |                                                               |                                       |
| Leergewicht (kg)   | 98                                                            | 98                                                            | 98                                                            | 110                                                           | 158                                                           |                                                               |                                       |